# Vargula ascensus
Vargula ascensus is een mosselkreeftjessoort uit de familie van de Cypridinidae. De wetenschappelijke naam van de soort is voor het eerst geldig gepubliceerd in 1979 door Kornicker.